# L’isola disabitata (Metastasio)
L’isola disabitata (deutsch: „die unbewohnte Insel“) ist ein Libretto zu einer azione per musica in einem Akt von Pietro Metastasio. Erstmals aufgeführt wurde es in der Vertonung von Giuseppe Bonno am 31. Mai 1753 zum Namenstag König Ferdinands VI. von Spanien in Aranjuez. Die bekannteste der insgesamt fast vierzig Vertonungen stammt von Joseph Haydn.

## Handlung
Die Vorgeschichte der Handlung wird im Textbuch folgendermaßen beschrieben:

„Der junge Gernando ging mit seiner jungen Gemahlinn Konstanzia, und der Schwester derselben, die noch ein Kind war, zu Schiffe, um seinen Vater in Westindien, der einem Theile desselben als Gouverneur vorstand, zu besuchen, und ward von einem anhaltenden und gefährlichen Sturme gezwungen, auf einer unbewohnten Insel zu landen, um dem Kinde und der Gemahlinn die Bequemlichkeit zu verschaffen, sich auf dem Lande von den Bewegungen der Seereise zu erhohlen.
Unterdessen daß diese in einer verborgenen Grotte, die ihnen einen bequemen und gelegenen Aufenthalt darbot, einer sanften Ruhe genossen, ward der unglückliche Gernando, nebst einigen seines Gefolges, von einem großen Haufen barbarischer Seeräuber, welche unglücklicherweise daselbst landeten, überfallen, entführt, und zum Sklaven gemacht. Seine Gefährten, die vom Schiffe, wiewohl undeutlich, den Auflauf sahen, und nicht anders glaubten, als daß, mit dem Gernando zugleich, auch Kind und Gemahlin geraubt wären, machten Jagd auf die Räuber, verloren dieselben aber bald aus dem Gesichte, und setzten also, traurig und untröstlich, ihre unterbrochene Reise fort.
Als die unglückliche Konstanzia erwachte, und ihren Gemahl und das Schiff, das sie dahin gebracht, lange vergeblich gesucht hatte, glaubte sie sich, wie Ariadne, von ihrem Gernando verrathen und verlaßen.
Als die ersten Heftigkeiten ihres hofnunglosen Schmerzes anfingen, der natürlichen Liebe zum Leben Platz zu machen, entschloß sie sich, nach ihrer Klugheit, alle Mittel aufzusuchen, in dieser verlassenen Abwesenheit von allen Lebendigen ihr Leben zu fristen. Sie erhielt sich und ihre Schwester lange Zeit von den Kräutern und Früchten, die das Land häufig hervorbrachte, und hauchte den ganzen Haß und Abscheu, den sie gegen alle Mannspersonen gefaßt hatte, der kleinen Unschuldigen ein, welche jene nicht kannte.
Nach dreizehnjäriger Sklaverey gelang es dem Gernando, sich in Freiheit zu setzen. Seine erste Sorge war, nach der Insel zurückzukehren, wo er wider Willen seine Konstanzia verlassen hatte; wiewohl ohne irgend eine Hoffnung, sie noch am Leben zu finden.“

Die folgende Inhaltsangabe basiert auf dem Libretto der Vertonung von Joseph Haydn.

### Erster Teil
Szene 1. Die allein mit ihrer kleinen Schwester Silvia auf der einsamen Insel zurückgebliebene Costanza meißelt eine Nachricht in den Fels. Sie weiß nicht, dass ihr Mann Gernando von Piraten entführt wurde und glaubt, von ihm absichtlich verlassen worden zu sein. Daher bittet sie etwaige Wanderer darum, sie nach ihrem Tod zu rächen.
Szene 2. Silvia kommt und berichtet ihrer Schwester freudig, dass ihr vermisstes Haustier – ein Reh – wieder aufgetaucht sei. Costanza kann ihre Freude nicht teilen. Nach dreizehn Jahren der Einsamkeit hat sie die Hoffnung aufgegeben, jemals in ihre Heimat zurückzukehren. Silvia versteht nicht, warum sie dorthin zurückwill, wo die feindseligen Männer leben. Sie kann ihre Schwester jedoch nicht beruhigen. Diese beweint ihr Unglück in einer Arie.
Szene 3. Silvia erblickt ein Schiff auf dem Meer und versteckt sich im Gebüsch.
Szene 4. Der aus der Sklaverei freigekommene Gernando und sein Gefährte Enrico kommen an Land, um Costanza und Silvia zu suchen. Gernando entfernt sich, um auf der anderen Seite der Insel mit der Suche anzufangen.
Szene 5. Enrico denkt über das Schicksal seines Freundes Gernando nach, dem er die Freiheit verdankt. Er wird dabei von Silvia beobachtet.
Szene 6. Silvia, die noch nie einen Mann gesehen hat, fragt sich, was das für ein Wesen war. Da es nicht grausam aussah, konnte es kein Mann sein. Aber eine Frau hätte einen Rock getragen. In einer Arie wundert sie sich über das neue Gefühl, das der Anblick in ihr geweckt hat.

### Zweiter Teil
Szene 7. Gernandos Suche war bislang vergeblich. Als er sich ausruhen möchte, erblickt er die Nachricht Costanzas im Felsen. Enrico kommt hinzu. Weil der Text noch unvollendet ist, glauben sie, Costanza sei gestorben, ohne ihn fertigstellen zu können. Gernandos bringt seine Trauer in einer Arie zum Ausdruck. Er geht.
Szene 8. Enrico und Silvia begegnen sich. Als er zugibt, ein Mann zu sein, fleht Silvia ihn verängstigt um Gnade an. Enrico kann sie jedoch beruhigen und fragt sie, wo und wann Costanza gestorben sei. Beide fühlen sich zueinander hingezogen. Nachdem Silvia ihm gesagt hat, dass Costanza noch lebt, macht sich Enrico auf den Weg, um es Gernando mitzuteilen.
Szene 9. Silvia versteht nicht, warum sie soviel über Enrico nachdenken muss. In ihrer Arie vergleicht sie das Feuer in ihrem Herzen mit Dampf, der sich zur Sonne hin erhebt.
Szene 10. Costanza beklagt in einer Arie ihr Schicksal. Sie möchte ihre Inschrift im Felsen jetzt fertigstellen.
Szene 11. Gernando findet Costanza am Felsen. Costanza fällt in Ohnmacht. Gernando geht zum nahegelegenen Bach, um Wasser zu holen.
Szene 12. Enrico findet die ohnmächtige Costanza. Nachdem sie erwacht ist, erklärt er ihr das Schicksal Gernandos. Costanza ist beschämt darüber, ihn zu Unrecht für einen Verräter gehalten zu haben.
Szene 13. Gernando und Silvia kommen hinzu. Die Ehegatten fallen sich in die Arme. Enrico bittet Silvia, ihn zu heiraten. Sie befürchtet jedoch, wie Costanza alleine leben zu müssen. Erst als Costanza ihr ihren Irrtum erklärt hat, stimmt sie zu und erklärt Enrico ihre Liebe.

## Geschichte
Die Idee zu dem Werk stammt von dem mit Metastasio befreundeten Sänger Farinelli, der es am Hof von Madrid aufführen wollte. In zwei Briefen vom 6. November 1751 und vom 20. Oktober 1752 entschuldigte sich Metastasio dafür, dass er dem Wunsch u. a. aus gesundheitlichen Gründen noch nicht nachkommen konnte. Im Gegensatz zu vielen seiner anderen Werke ließ er sich mit L’isola disabitata viel Zeit. Obwohl er seit 22 Jahren ausschließlich für den Wiener Hof komponiert hatte, war es ihm nicht verboten, andere Aufträge anzunehmen. Am 15. März 1753 war es schließlich fertiggestellt, und er sah es als eines seiner gelungensten Werke an. Seiner Meinung nach enthielt es in einem einzigen Akt alle Begegnungen und Leidenschaften, die sonst ein langes Drama ausfüllen („tutti gl’incontri e tutte le passioni che riempirebbero abbondantemente la misura di un lungo dramma“). Es biete ein interessantes Thema und neue Charaktere und könne sowohl zum Lachen als auch zu Tränen rühren.
Metastasio griff in L’isola disabitata mit dem Thema der glücklichen Unschuld des primitiven Menschen ein Motiv auf, das seit Daniel Defoes Robinson Crusoe von 1719 starke Verbreitung gefunden hatte. Seine Werke von 1750 bis 1752 zeigen zudem eine Abneigung gegen die Aufklärung und die Enzyklopädisten. Er entwickelte im Gegenzug sein Ideal des tugendhaften Herrschers weiter, der sich dem Wohlergehen seiner Untertanen widmen müsse. Radikale Änderungen der Gesellschaftsstruktur seien nicht erforderlich. L’isola disabitata ist jedoch nicht ein schlichtes Lob auf das Glück in der Natur im Gegensatz zur Zivilisation. Dieses wird durch eine dem Werk immanente Ironie konterkariert. Der Gegensatz wird durch die unterschiedliche Charakterisierung der beiden Schwestern verdeutlicht, die sich auch in ihren Namen Silvia („Herrin des Waldes“) und Costanza („die Beständige“) ausdrückt. Für Silvia bietet die Insel alles, was sie für ihr Glück braucht. Neben ihrer Schwester gilt ihre Zuneigung einzig ihrem Reh. Costanza dagegen vermisst die Zivilisation. Ihre Verzweiflung wird gleich zu Beginn in ihrer Felsinschrift deutlich. Auch Silvia gelingt es nicht, sie zu trösten, denn wer einmal die Vorzüge der Zivilisation gewohnt ist, kann diese nicht mehr vergessen. Dieses Thema wird nicht nur auf psychologischer, sondern auch auf theatralischer Ebene entwickelt. Durch das ganze Werk zieht sich ein Widerspruch zwischen den Worten (ihre Hass auf die Männer) und den Gefühlen Costanzas (ihre Liebe zu Gernando). Silvia wird dadurch in Verwirrung gestürzt. Weil Costanza glaubt, von Gernando betrogen worden zu sein, hat sie Silvia beigebracht, die Männer zu verabscheuen. Diese kann sich daraufhin ihre eigenen Gefühle für Enrico nicht erklären. Schließlich erkennt Silvia die Wahrheit. Er ist ihr lieber als ihr Reh, und sie ist bereit, ihm zu folgen. Die Liebe wird so zum besten Argument für die Zivilisation.
In dem Libretto finden sich einige Anspielungen an die italienische Commedia dell’arte, beispielsweise in Silvias humoristischer Beschreibung des nahenden Schiffes („es hat Flügel am Rücken, und schwimmt und fliegt zugleich“ / „Porta l’ali sul dorso, e nuota, e vola“) und in ihrem Wundern, zu welcher Spezies Enrico wohl gehören könnte. Wie Arlequin in Marivaux’ Arlequin poli par l’amour von 1720 verliebt sie sich, ohne überhaupt zu wissen, um wen oder was es sich handelt. Dieses Motiv der spontanen Verliebtheit von jemandem, der bis zu diesem Zeitpunkt glaubte, frei davon zu sein, war im 17. und 18. Jahrhundert – besonders im französischen Theater – ausgesprochen beliebt.

## Vertonungen
Folgende Komponisten vertonten dieses Libretto:
| Komponist                | Uraufführung                                                                      | Aufführungsort        | Anmerkungen |  |
| ------------------------ | --------------------------------------------------------------------------------- | --------------------- | --- |  |
| Giuseppe Bonno           | 31. Mai 1753                                                                      | Aranjuez              | zum Namenstag König Ferdinands VI. von Spanien; auch am 23. September 1754 im Schloss Hof in der Nähe von Pressburg                                             |  |
| Ignaz Holzbauer          | 16. Juni 1754                                                                     | Schwetzingen          | „azione per musica“ in zwei Akten |  |
| Francesco Antonio Uttini | 1755, Schlosstheater                                                              | Schloss Drottningholm | |  |
| Pietro Pompeo Sales      | Januar 1758, fürstbischöflicher Hof von Joseph Ignaz Philipp von Hessen-Darmstadt | Augsburg              | „Dramma“ bzw. „Singspiel“ Die Unbewohnte Insul |  |
| Giuseppe Sarti           | 1760                                                                              | Kopenhagen            | zweifelhaft |  |
| Niccolò Jommelli         | 13. März 1760                                                                     | London                | „azione per musica“ in zwei Akten; auch am 4. November 1761 im Schlosstheater in Ludwigsburg; am 31. März 1780 in Lissabon                                      |  |
| Domenico Fischietti      | vermutlich 1761 und/oder Salzburg 1774                                            |                       | „azione per musica“ |  |
| Diego Piccinni           | 1762                                                                              | Rom                   | |  |
| Joseph Aloys Schmittbaur | 1762                                                                              | Rastatt               | als Die wüste Insel |  |
| Tommaso Traetta          | 27. Juli 1765, Teatro Regio Ducale Nuovo                                          | Mantua                | „componimento drammatico“; auch am 26. April 1768 im Teatro Comunale in Bologna; 1772 im Kongelige Teater in Kopenhagen                                         |  |
| Giuseppe Sigismondo      | 1766                                                                              | Neapel                | „opera teatrale“ |  |
| Davide Perez             | 1767, Palazzo Queluz                                                              | Lissabon              | „componimento drammatico“ |  |
| Giuseppe Calegari        | 1770, accademia privata                                                           | Padua                 | „azione teatrale“ |  |
| Maria Rosa Coccia        | vermutlich 1773                                                                   |                       | Musik verschollen |  |
| Johann Gottlieb Naumann  | Februar 1773                                                                      | Venedig               | „azione per musica“ in zwei Akten |  |
| Gennaro Astarita         | 13. Juni 1773, Teatro dell’Accademia degli Ingegnosi                              | Florenz               | „dramma per musica“; zusammen mit Le cinesi aufgeführt |  |
| Anton, König von Sachsen | 1775                                                                              |                       | |  |
| Antonio Boroni           | 31. Dezember 1775                                                                 | Stuttgart?            | „intermezzo“ |  |
| Luigi Bologna            | 25. November 1777                                                                 | Wien                  | |  |
| Giovan Francesco Garbi   | 1779, Conservatorio di S. Onofrio                                                 | Neapel                | unsicher |  |
| Joseph Schuster          | 1779, Theater am Ranstädter Tor                                                   | Leipzig               | „Singspiel“ Die wüste Insel; Libretto bearbeitet von August Gottlieb Meißner                                                                                    |  |
| Franz Ignaz Beck         | 1779                                                                              | Bordeaux              | „opéra comique“ L’isle déserte; Libretto bearbeitet vom Comte d’Ossun                                                                                           |  |
| Joseph Haydn             | 6. Dezember 1779, Theater                                                         | Schloss Esterházy     | „azione teatrale“ in zwei Akten, Hob.XXVIII:9; auch 1786 im Concert der Musikliebhaber in Berlin                                                                |  |
| Joseph Willibald Michl   | 1780                                                                              | München               | „azione teatrale“ |  |
| Giuseppe Millico         | vermutlich in den 1780er Jahren, königlicher Palast                               | Neapel?               | möglicherweise nicht aufgeführt |  |
| Luigi Gatti              | 19. Januar 1783                                                                   | Salzburg              | |  |
| Bernardo Mengozzi        | vor dem 7. Februar 1783, Teatro Santa Maria                                       | Florenz               | „azione teatrale“; überarbeitet im August 1789 in Paris |  |
| Friedrich Benda          | vermutlich 1789                                                                   |                       | Zuschreibung unsicher |  |
| Giuseppe Musenga         | 1789                                                                              |                       | Zuschreibung unsicher |  |
| Giuseppe Lanza           | Karneval 1792, Teatro Comunale                                                    | Forlì                 | „dramma serio“ |  |
| Gaspare Rugarli          | 1794                                                                              | Parma                 | enthält die Arie Immagini funeste und ein Duett von Gaspare Spontini                                                                                            |  |
| Giovanni Paisiello       | 3. Juli 1799, Teatro de São Carlos                                                | Lissabon              | „cantata seria“ |  |
| Conradin Kreutzer        | 25. März 1813                                                                     | Stuttgart             | Oper in zwei Akten Die Insulanerinnen; Libretto bearbeitet von Johann Friedrich Schlotterbeck; Neufassung am 11. Februar 1829 im Theater am Kärntnertor in Wien |  |
| Placido Mandanici        | 1829, Teatro del Fondo                                                            | Neapel                | in zwei Akten |  |
| Manuel García            | 1831, Privataufführung                                                            | London                | möglicherweise bereits 1824 |  |
| Nino Rota                | 1932                                                                              |                       | „musiche di scena“ Le prime battute di 6 canzoni e un coro per „L’isola disabitata“                                                                             |  |

## Aufnahmen und Aufführungen in neuerer Zeit
- Franz Ignaz Beck: L’isle déserte
  - 2019: Konzertante Aufführung bei den Schwetzinger SWR Festspielen unter Michael Schneider. Radio-Sendung auf SWR2. Sänger: Ana Maria Labin (Constance), Theodore Browne (Dorval), Samantha Gaul (Lorette), Fabian Kelly (Sainville), Dominique Horwitz (Sprecher).[46]
- Joseph Haydn:
  - Diverse Aufführungen
  - 1977: CD mit dem Kammerorchester Lausanne unter Antal Doráti. Sänger: Norma Lerer (Costanza), Linda Zoghby (Silvia), Renato Bruson (Enrico), Luigi Alva (Gernando).[31]
  - 1989: CD mit der Sinfonietta de Chambord unter Amaury du Closel. Sänger: Geneviève Barrial (Costanza), Elisabeth Baudry (Silvia), Mario Hacuard (Enrico), Georges Gautier (Gernando).[31]
  - 1997: CD mit dem Padova Chamber Orchestra unter David Golub. Sänger: Susanne Mentzer (Costanza), Ying Huang (Silvia), Christopher Schalkenbrand (Enrico), John Aler (Gernando)[31]
  - 2000: CD mit der Academia Montis Regalis unter Alessandro de Marchi. Sänger: Katherina Kammerloher (Costanza), Anke Herrmann (Silvia), Furio Zanasi (Enrico), Robert Lee (Gernando).[31]
  - September 2020: Aufzeichnung von Deutschlandfunk Kultur aus der Jesus-Christus-Kirche Berlin mit der Akademie für Alte Musik Berlin unter Bernhard Forck. Sänger: Sunhae Im, Anett Fritsch, Christian Adam, André Morsch.[47][48]
- Niccolò Jommelli:
  - 1998: Aufführung im Teatro Olimpico in Rom unter der Leitung von Rinaldo Alessandrini. Sänger: Maria Costanza Nocentini, Roberto Abbondanza.[49]
  - 2004: Aufführung bei den Schlossfestspielen Ludwigsburg mit dem Institut für Alte Musik Trossingen unter der Leitung von Anton Steck. Sänger: Lucia Rottenecker (Costanza), Christina Landshamer (Silvana), Christian Hilz (Gernando), Clemens Flämig (Enrico), Roman Payer (Proteo)[49]
- Manuel García:
  - 2018: Teatre de Sarrià, Barcelona, mit Viviana Salisi am Klavier. Sänger: Aina Martín (Costanza), Helena Resurreiçâo (Silvia), Carlos Arturo Gómez (Gernando), Guillem Batllori (Enrico).[50]
  - 2020: Open-Air-Aufführung beim aufgrund der COVID-19-Pandemie reduzierten Festival Rossini in Wildbad mit Andrés Jesús Gallucci am E-Piano. Sänger: Susanna Wolff (Costanza), Francesca Di Sauros (Silvia), Remy Burnens (Gernando), Lorenzo Liberali (Enrico), Julia Seele (Erzählerin, Frau, Seemann).[51][52]
- Davide Perez:
  - 2015: Aufführung im Palácio Nacional de Queluz bei Lissabon mit dem Orchester Divino Sospiro unter der Leitung von Massimo Mazzeo. Sänger: Joana Seara und Francesca Aspromonte (Sopran), Francesco Divito (Sopranist), Bruno Almeida (Tenor).[53]

## Digitalisate
1. ↑  Libretto (italienisch)  der Oper von Giuseppe Bonno, Venedig 1753. Digitalisat im Corago-Informationssystem der Universität Bologna.
2. ↑  Libretto (italienisch/deutsch) des Singspiels von Pietro Pompeo Sales, Augsburg 1758 als Digitalisat beim Münchener Digitalisierungszentrum.
3. ↑  Libretto (italienisch)  der Oper von Tommaso Traetta, Mantua 1765. Digitalisat im Corago-Informationssystem der Universität Bologna.
4. ↑  Libretto (italienisch) der Serenata von Tommaso Traetta, Bologna 1768 als Digitalisat im Internet Archive.
5. ↑  Libretto (italienisch) der Oper von Gennaro Astarita, Florenz 1773 als Digitalisat im Internet Archive.
6. ↑  Libretto (italienisch/deutsch) der Serenata von Joseph Haydn, Berlin 1786 als Digitalisat bei der Staatsbibliothek zu Berlin.
7. ↑  Partitur der azione teatrale von Joseph Haydn als Digitalisat beim International Music Score Library Project.
8. ↑  Partitur der Serenata von Giuseppe Musenga als Digitalisat im Portal Internet Culturale.